# یوری شاپوچکا
یوری شاپوچکا (اوکراینی: Юрій Павлович Шапочка؛ زادهٔ ۱۹ سپتامبر ۱۹۵۲) قایقران روئینگ اهل اوکراین است.